# لاتاریکو
لاتاریکو (به ایتالیایی: Lattarico) یک کومونه در ایتالیا است که در استان کزنتزا واقع شده‌است.

## خصوصیات
لاتاریکو ۴۲ کیلومترمربع مساحت و ۴٬۳۷۰ نفر جمعیت دارد و ۴۱۰ متر بالاتر از سطح دریا واقع شده‌است.